# وسيطة جميع النعم

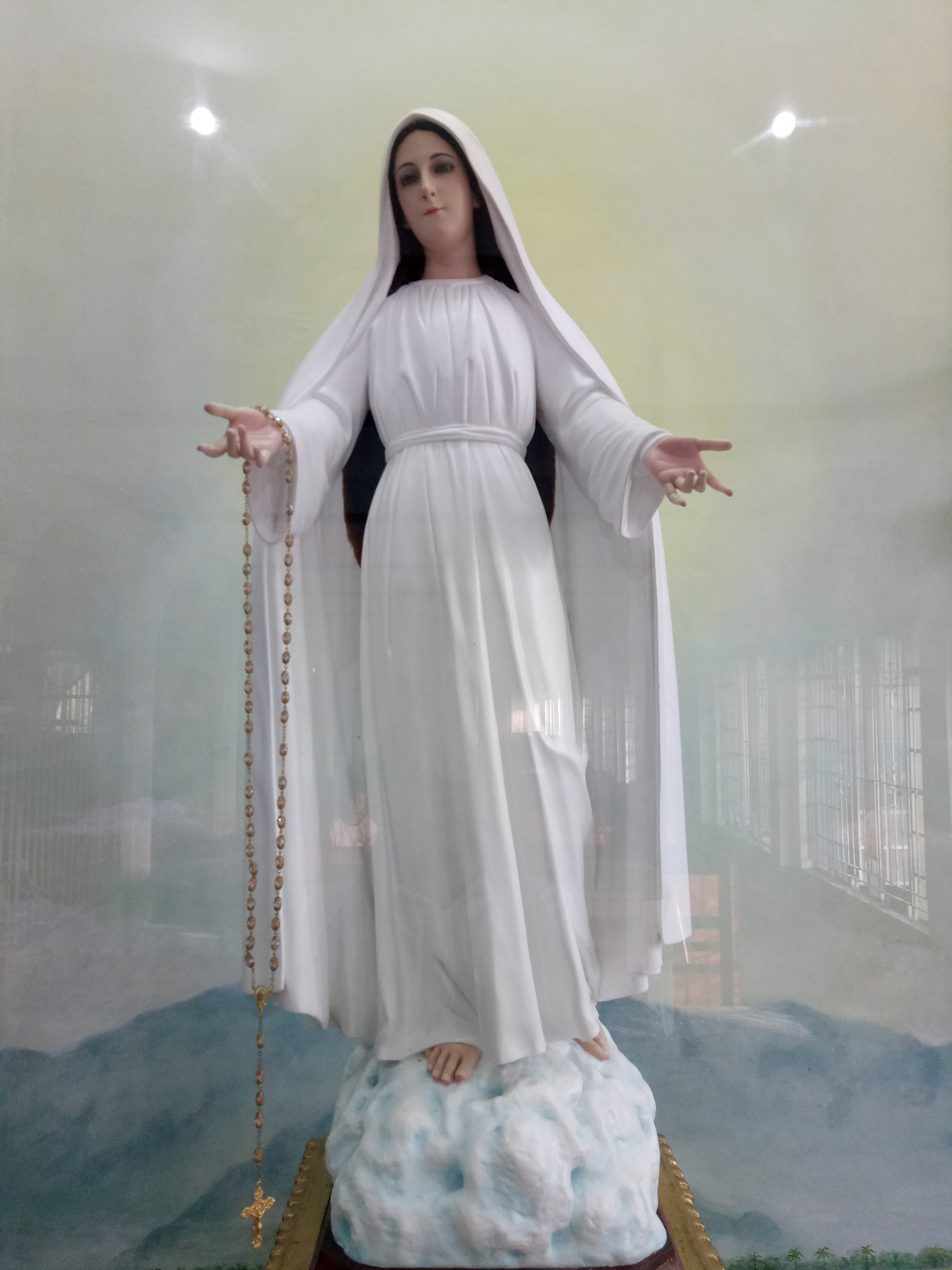
تمثال "مريم، الوسيطة الكل نعمة" في دير الكرمل في ليبا، الفلبين

وسيطة كل النعم (او وسيطة نعم الله او وسيطة النعمة) هو لقب في الكنيسة الكاثوليكية يٌطلق على السيدة العذراء مريم (بصفتها والدة الله) يشير أنها وسيطة لنعمة الله للبشر. هذا اللقب يفرق عن لقب "شريكة في الفداء" الذي ويشير إلى دور مريم في مشروع فداء المسيح بقبولها ان تكون أمه، ومشاركة آلامه على الصليب.

## الآيات
لوقا 1: 28: "فدخلت إليها الملاك وقالت لها: سلام عليكِ أيتها الممتلئة نعمةً،الرب معكِ، مباركة أنتِ في النساء."
يوحنا 2: 5: "قالت أمّه للخدام: "مهما قال لكم فافعلوه."